# 洛克马里亚
洛克马里亚（法語：Locmaria，法語發音：[lɔkmaʁja]）是法国莫尔比昂省的一个市镇，属于洛里昂区。

## 地理
洛克马里亚（47°17'39"N, 3°5'2"W）面积20.55 平方千米，位于法国布列塔尼大區莫尔比昂省，该省份为法国西北部沿海省份，位于布列塔尼半岛南部，北起阿摩尔滨海省、西接菲尼斯泰尔省，南濒大西洋，东南接大西洋卢瓦尔省，东临伊勒-维莱讷省。
与洛克马里亚接壤的市镇（或旧市镇、城区）包括：邦戈尔、勒帕莱。

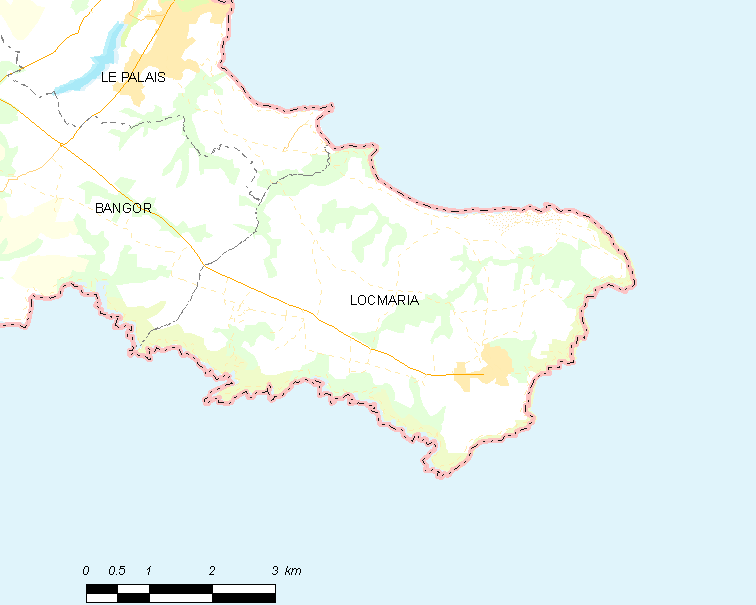
洛克马里亚的OSM定位图

洛克马里亚的时区为UTC+01:00、UTC+02:00（夏令时）。

## 行政
洛克马里亚的邮政编码为56360，INSEE市镇编码为56114。

## 政治
洛克马里亚所属的省级选区为基伯龙县。

## 人口

1962-2008年间洛克马里亚人口变化图示

洛克马里亚于2022年1月1日时的人口数量为973人。